# Eva Maria Jost

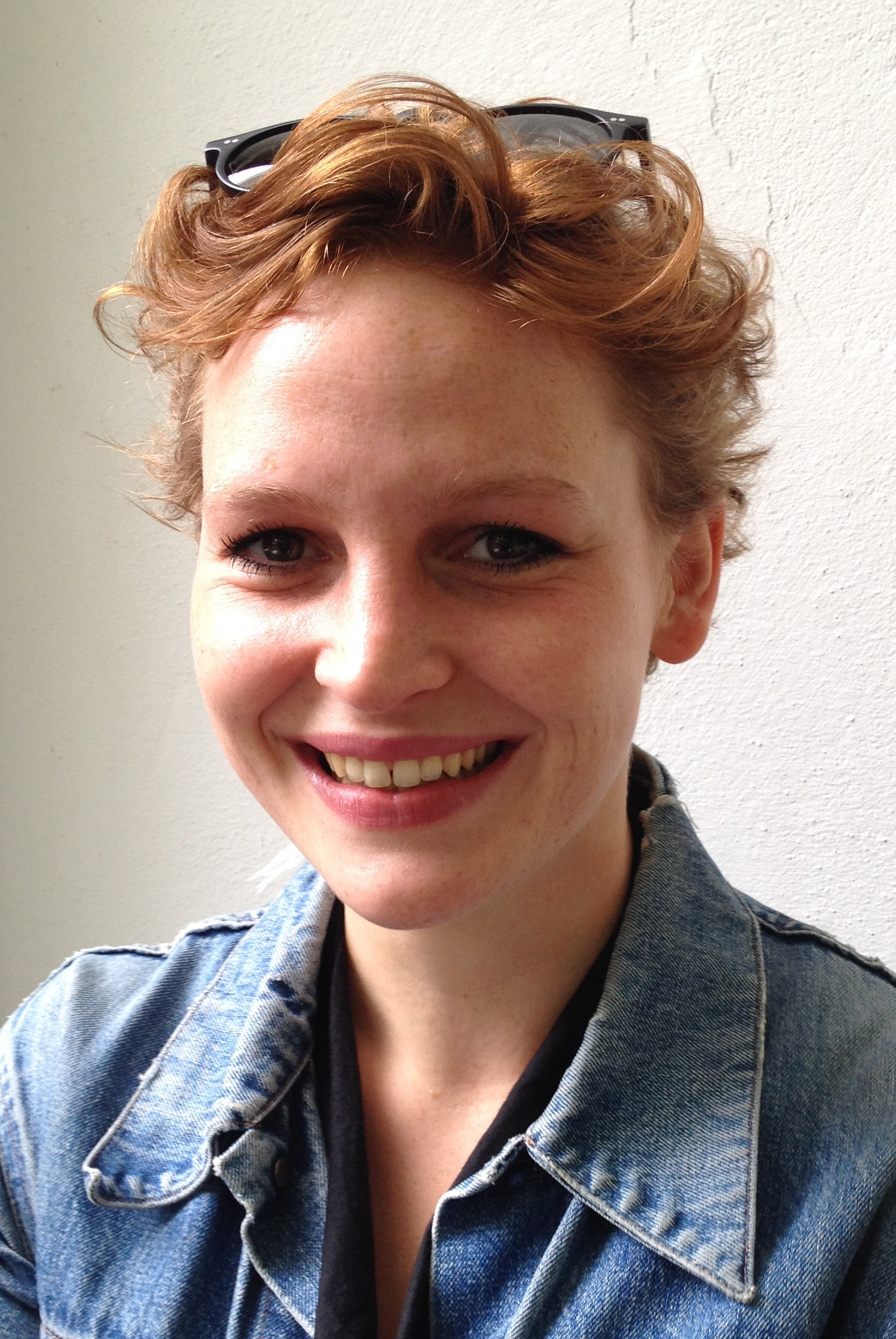
Eva Maria Jost (2014)

Eva Maria Jost (* 1988 in Hamburg) ist eine deutsche Schauspielerin.

## Leben
Jost absolvierte nach dem Abitur von 2009 bis 2012 eine Schauspielausbildung an der Schule für Schauspiel Hamburg und spielte seither in verschiedenen Theaterprojekten der freien Szene in Hamburg und Berlin. Die in Gütersloh aufgewachsene Tochter einer Erzieherin und eines Kfz-Meisters stand 2013 in dem Diplomfilm „Zerrumpelt Herz“ von Timm Kröger zum ersten Mal in einer Hauptrolle vor der Kamera. Der Film feierte auf den Internationalen Filmfestspielen von Venedig Weltpremiere. Im gleichen Jahr spielte sie an der Seite von Victoria Schulz die Rolle der Gisela in Christian Froschs Spielfilm Von jetzt an kein Zurück, der auf dem Internationalen Filmfest Oldenburg Premiere feierte. 2014 gab Eva Maria Jost in Berlin ihr Bühnendebüt. In dem Stück „MEAT“ von Thomas Bo Nilsson, das im Rahmen des F.I.N.D. Festivals an der Schaubühne am Lehniner Platz stattfand, verkörperte Jost die Rolle der Michelle Weber. Des Weiteren spielte sie eine kleine Rolle in dem Film „Tod den Hippies, es lebe der Punk“ von Oskar Roehler. Ebenfalls im Jahr 2014 gab Jost an der Seite von Boris Aljinovic ihr Fernsehdebüt in dem Tatort „Vielleicht“ von Klaus Krämer.
Im Februar 2021 war Jost Teil der Initiative #ActOut im SZ-Magazin, zusammen mit 184 anderen lesbischen, schwulen, bisexuellen, queeren, intergeschlechtlichen und transgender Personen aus dem Bereich der darstellenden Künste.

## Filmografie

### Kurzfilme
- 2013: Sein
- 2013: Mobile

### Kino
- 2013: Von jetzt an kein Zurück
- 2014: Zerrumpelt Herz, Regie: Timm Kröger
- 2014: Tod den Hippies!! Es lebe der Punk
- 2018: Werk ohne Autor
- 2023: Die Theorie von Allem
- 2024: Die Ermittlung

### Fernsehen
- 2014: Tatort: Vielleicht (Fernsehreihe)
- 2015: Homeland (Fernsehserie, Folge Der Mann im Käfig)
- 2016: Die Stadt und die Macht (Fernsehserie, 2 Folgen)
- 2016: Spreewaldkrimi: Spiel mit dem Tod (Fernsehreihe)
- 2016: In aller Freundschaft – Die jungen Ärzte (Fernsehserie, Folge Verständnis)
- 2018: Notruf Hafenkante (Fernsehserie, Folge Im Abseits)
- 2019: SOKO Wismar (Fernsehserie, Folge Fango in Finkenhusen)
- 2020: Der Zürich-Krimi: Borchert und der Tote im See (Fernsehreihe)
- 2020: SOKO Leipzig (Fernsehserie, Folge Einmal um die ganze Welt)
- seit 2021: WIR (Fernsehserie)
- 2023: WaPo Bodensee (Fernsehserie, Folge Das Versprechen)
- 2024: SOKO Linz (Fernsehserie, Folge Schande)
- 2024: Blutige Anfänger (Fernsehserie, Folge Bis dass der Tod euch scheidet)
- 2025: In aller Freundschaft – Die jungen Ärzte (Fernsehserie, Folge Dilemma)

## Hörspiele
- 2023: DESIRE. Über Sex, Arbeit und queeres Begehren (6-teilige Serie) von Tia Morgen, WDR[3]